# Billy Boat
William "Billy" Boat, född 2 februari 1966 i Phoenix i Arizona, är en amerikansk före detta racerförare.

## Racingkarriär
Boat tävlade med midget cars innan han satsade på formelbilsracing i IndyCar Series mot slutet av 1990-talet. Hans första start var i Indianapolis 500 1997, där han blev sjua. Han tog därefter fem pole psitioner i rad under 1998, då han vann sin enda seger i formelbilskarriären, på Texas Motor Speedway. Samma år hade han även pole position i Indianapolis 500. Trots framgångarna slutade Boat inte bättre än på trettonde plats i mästerskapet. Säsongen 1999 blev Boat tolva sammanlagt, men blev trea i det årets Indy 500. Han tog sin bästa mästerskapsplacering säsongen 2001 med en fjärdeplats. Efter att ha drivit ett eget team mot slutet av karriären, avslutade Boat sin aktiva karriär 2003.